# Weg der polnisch-tschechischen Freundschaft
Der Weg der polnisch-tschechischen Freundschaft, auch Weg der tschechisch-polnischen Freundschaft, Tschechisch-polnischer Freundschaftsweg oder Polnisch-tschechischer Freundschaftsweg genannt (tschechisch Cesta česko-polského přátelství, polnisch Droga Przyjaźni Polsko-Czeskiej), ist ein 28 km langer binationaler Wanderweg entlang des Hauptkamms im Riesengebirge.

## Beschreibung
Der Wanderweg folgt, meist unterhalb der Gipfel, der Kammlinie und somit einer natürlichen Grenze zwischen Böhmen und dem Hirschberger Tal in Schlesien. Der Verlauf entspricht auch etwa der politischen Grenze, die 1526 von den Habsburgern festgelegt wurde und seither unter wechselnden Staatswesen, nahezu unverändert, fortbesteht. Seit Ende des Zweiten Weltkriegs verläuft hier unmittelbar die Grenze zwischen Tschechien und Polen.
Die Wartung des Weges erfolgt durch die Mitarbeiter der beiden Nationalparkverwaltungen. Der Weg ist rot markiert und die Zeichen sind meist zweisprachig. Der Startpunkt befindet sich auf der Szrenica (deutsch Reifträger, 1362 m) und der Endpunkt in Malá Úpa (deutsch Kleinaupa). Auf der Strecke eröffnen sich bei guten Witterungsbedingungen eindrucksvolle Panoramaaussichten. Der Wanderweg ist ganzjährig begehbar, einzelne Abschnitte, wie z. B. am Hohen Rad, können jedoch während der Wintersaison wegen Lawinengefahr gesperrt werden.

## Geschichte
Der Freundschaftsweg geht auf einen Wanderweg zurück, der bereits in den Jahren 1881–1886 vom Riesengebirgsverein (RGV) angelegt wurde. Startpunkt war damals die Neue Schlesische Baude (die Reifträgerbaude wurde erst später gebaut), das Ziel waren die Grenzbauden (Pomezní Boudy) oberhalb von Kleinaupa.
Als 1904 der sogenannte Kammweg eröffnet wurde, bildete diese Wegstrecke die Etappe zwischen Isergebirge im Nordwesten und Rehorn- sowie Glatzer Schneegebirge  im Osten. Dieser längste Touristenweg im deutschsprachigen Raum bestand bis zum Ende des Zweiten Weltkriegs.
Seit dem 24. Oktober 1947 ist der Wegabschnitt Teil des Sudeten-Hauptwanderwegs.
Der Weg mit der heutigen Markierung wurde offiziell erst am 16. Juni 1961 als Weg der polnisch-tschechoslowakischen Freundschaft eröffnet, infolge eines entsprechenden Vertrags zwischen der Volksrepublik Polen und der ČSSR. Zuvor waren jedoch erhebliche Vorarbeiten geleistet worden.
1925 wurde als direktes Ergebnis der sogenannten „Krakauer Protokolle“ die erste Tourismuskonvention zwischen Polen und der damaligen Tschechoslowakei unterzeichnet. Darin wurde eine Einigung über den Verlauf der Grenze in den strittigen Gebieten erzielt und die Errichtung von mehreren Naturschutzgebieten im Grenzraum ins Auge gefasst, wobei der Grenzraum damals natürlich nicht nur das Riesengebirge umfasste. Während des politischen Tauwetters nach Stalins Tod und dem Beginn der nachfolgenden Entstalinisierung kam 1955 ein Folgeabkommen zustande, das eine gewisse Liberalisierung des Grenzregimes zwischen den beiden Ländern erlaubte, die nun auch entlang der vormaligen deutsch-tschechischen Grenze entlang des Kamms des Riesengebirges aneinander grenzten und die deutschen Bewohner dieser Region jeweils vertrieben hatten. Das Folgeabkommen wurde 1961/1962 erweitert.
So liberal, wie zu Zeiten des Schengen-Abkommens war der Grenzschutz zunächst nicht und es war noch nicht gestattet, die Grenze an anderen als den dazu vorgesehenen Stellen zu überschreiten. Folgende Grenzübergänge wurden eingerichtet:
- Soví sedlo – Przełęcz Sowia (Eulenpass)
- Luční bouda – Slaski Dom (Wiesenbaude – Schlesierhaus)
- Luční bouda – Równia pod Śnieżką (Koppenplan)
- Vosecka bouda – Szrenica (Wosseckerbaude – Reifträger)

Im Sommerhalbjahr (1. April bis 30. September) waren die Zeiten für den Grenzübertritt auf 8–20 Uhr, während des Winterhalbjahrs (1. Oktober bis 31. März) auf 9–16 Uhr festgelegt.
Damit wurde es möglich, entlang der Grenze zu wandern, sofern man sich ausweisen konnte. Diese Regelungen waren bis in die frühen 1980er Jahre in Kraft und wurden ein Modell für die  grenzüberschreitenden Euroregionen, wie sie nach und nach in der Europäischen Union entstanden.
Mit Verhängung des Kriegsrechts in Polen am 13. Dezember 1981 wurde der Weg geschlossen und erst 1984 wieder eröffnet, allerdings nur für polnische und tschechische Staatsbürger. Nach der Auflösung der Tschechoslowakei im Jahr 1993 wurde der Name in Weg der polnisch-tschechischen Freundschaft geändert, und die Kontrollen wurden deutlich reduziert. Nach dem gleichzeitigen Beitritt der beiden Nachbarländer zum Schengener Abkommen im Jahre 2004 wurden schließlich 2007 alle Grenzkontrollen beseitigt. Dennoch müssen grenzüberschreitende Wanderer einen gültigen Personalausweis oder Reisepass mitführen.

## Verlauf
Der Weg verläuft über folgende Berggipfel bzw. in deren unmittelbarer Nähe:
- Szrenica (deutsch Reifträger, tschechisch Jínonoš), 1362 m.
- Veilchenstein (polnisch Łabski Szczyt, tschechisch Violík oder Labský štít), 1472 m.
- Hohes Rad (polnisch Wielki Szyszak, tschechisch Vysoké Kolo).
- Große Sturmhaube (polnisch Śmielec, tschechisch Velký Šišák), 1424 m.
- Mannsteine (polnisch Czeskie Kamienie, tschechisch Mužské kameny), 1416 m.
- Mädelsteine (polnisch Śląskie Kamienie, tschechisch Dívčí kameny), 1414 m.
- Spindlerpass, (polnisch Przełęcz Karkonoska), 1198 m.
- Kleine Sturmhaube (polnisch Mały Szyszak, tschechisch Malý Šišák).
- Smogornia (deutsch Mittagsberg, tschechisch Stříbrný hřbet), 1489 m.
- Schneekoppe (tschechisch Sněžka, polnisch Śnieżka), 1602 m.
- Schwarze Koppe (polnisch Czarna Kopa, tschechisch Svorová hora).
- Grenzpass (polnisch Przełęcz Okraj, tschechisch Sedlo na Pomezní boudy), 1046 m.

Die folgende Galerie enthält drei Versionen der Karte, mit deutschen ①, polnischen ② und tschechischen ③ Namen:

## Fotos

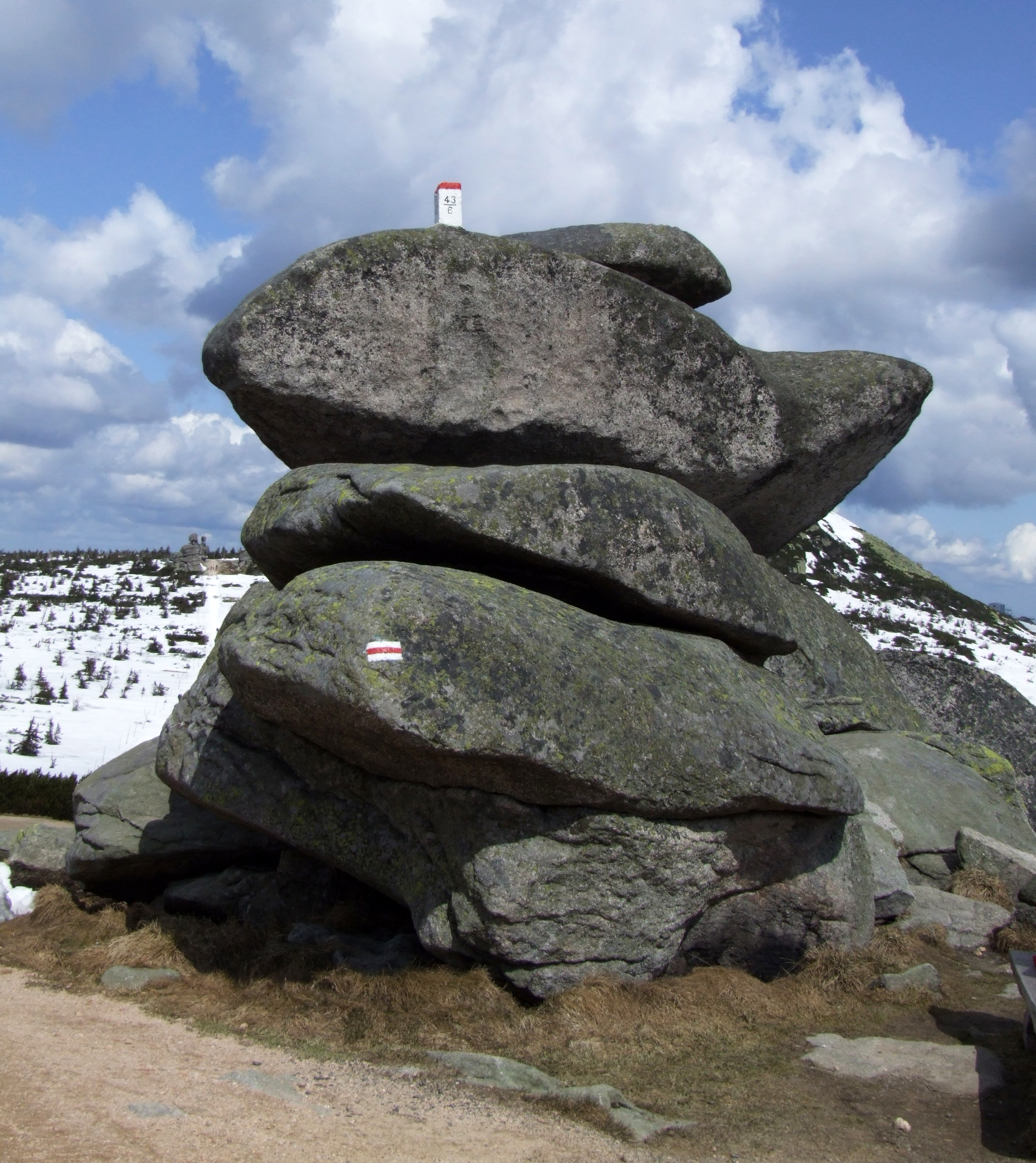
Die Felsformation Twarożnik (deutsch Quarksteine, tschechisch Tvarožník) trägt auf der Spitze einen Grenzpfosten.
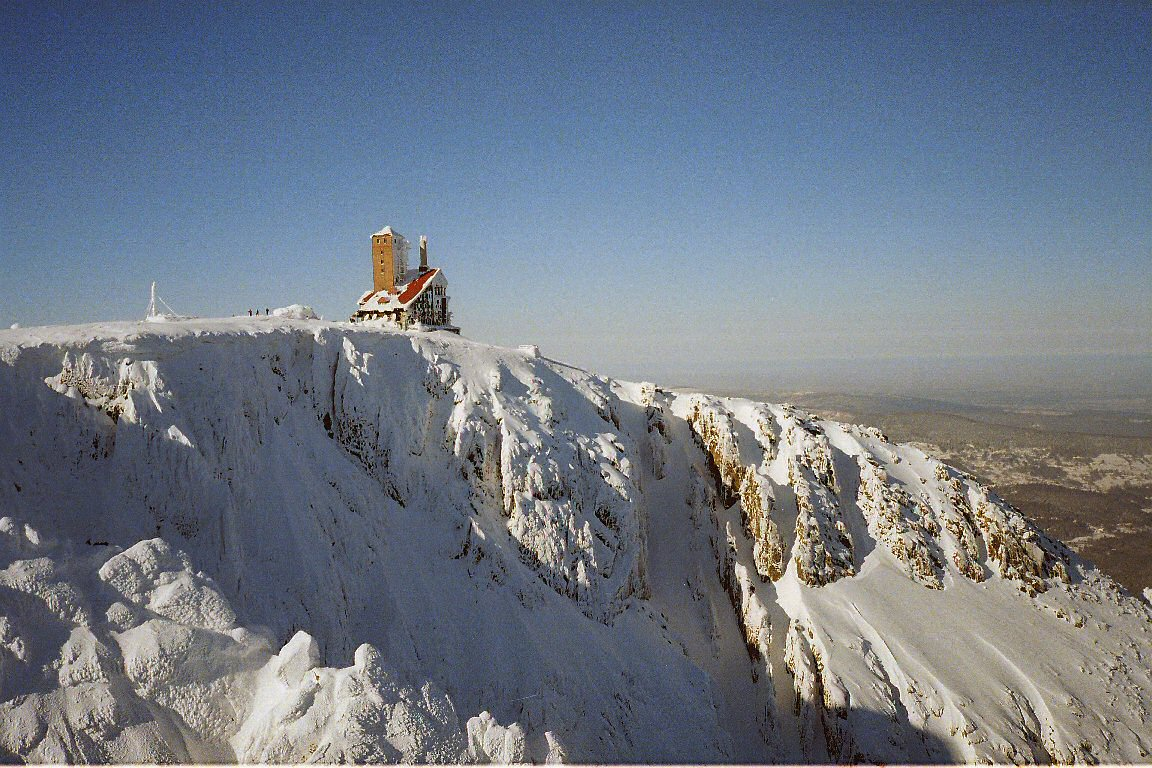
Die ehemalige Schronisko "Nad Śnieżnymi otłami" (Schneegrubenbaude) dient heute als Fernseh- und Wetterstation.
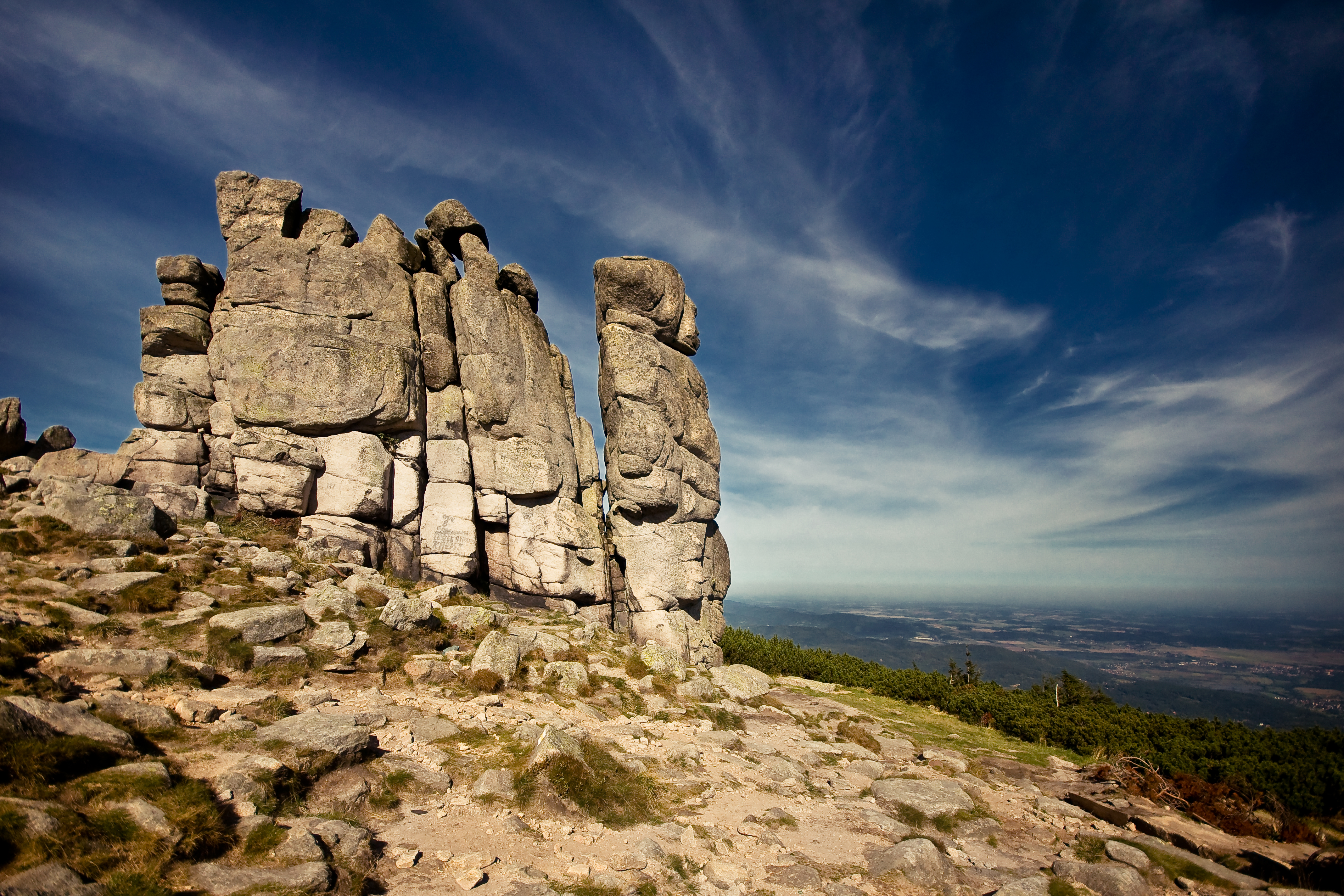
Der Słonecznik (Mittagstein) heißt wortwörtlich übersetzt Sonnenblume.
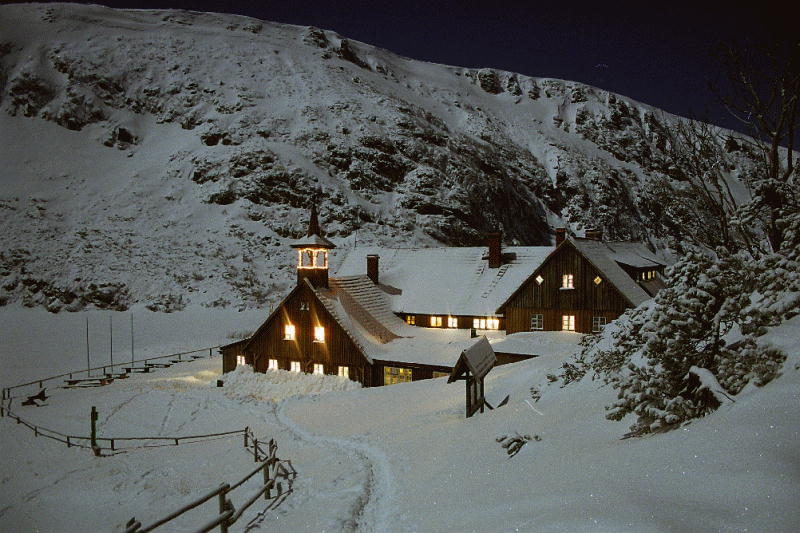
Die Schronisko Samotnia (Teichbaude) befindet sich nahe dem Weg.
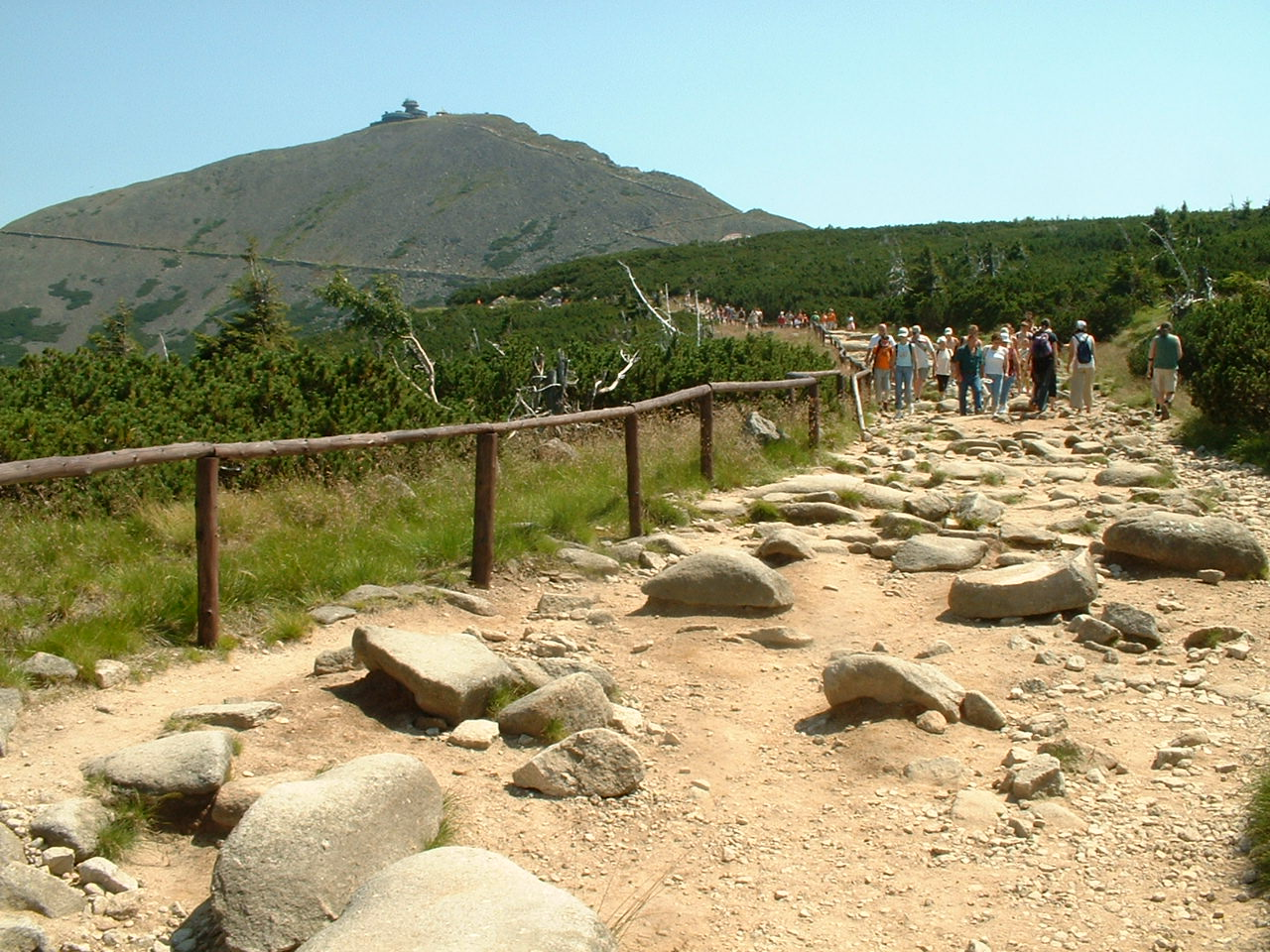
Die Równia pod Śnieżką (Koppenplan) ist eine 1500 Meter lange und 800 Meter breite Hochebene.
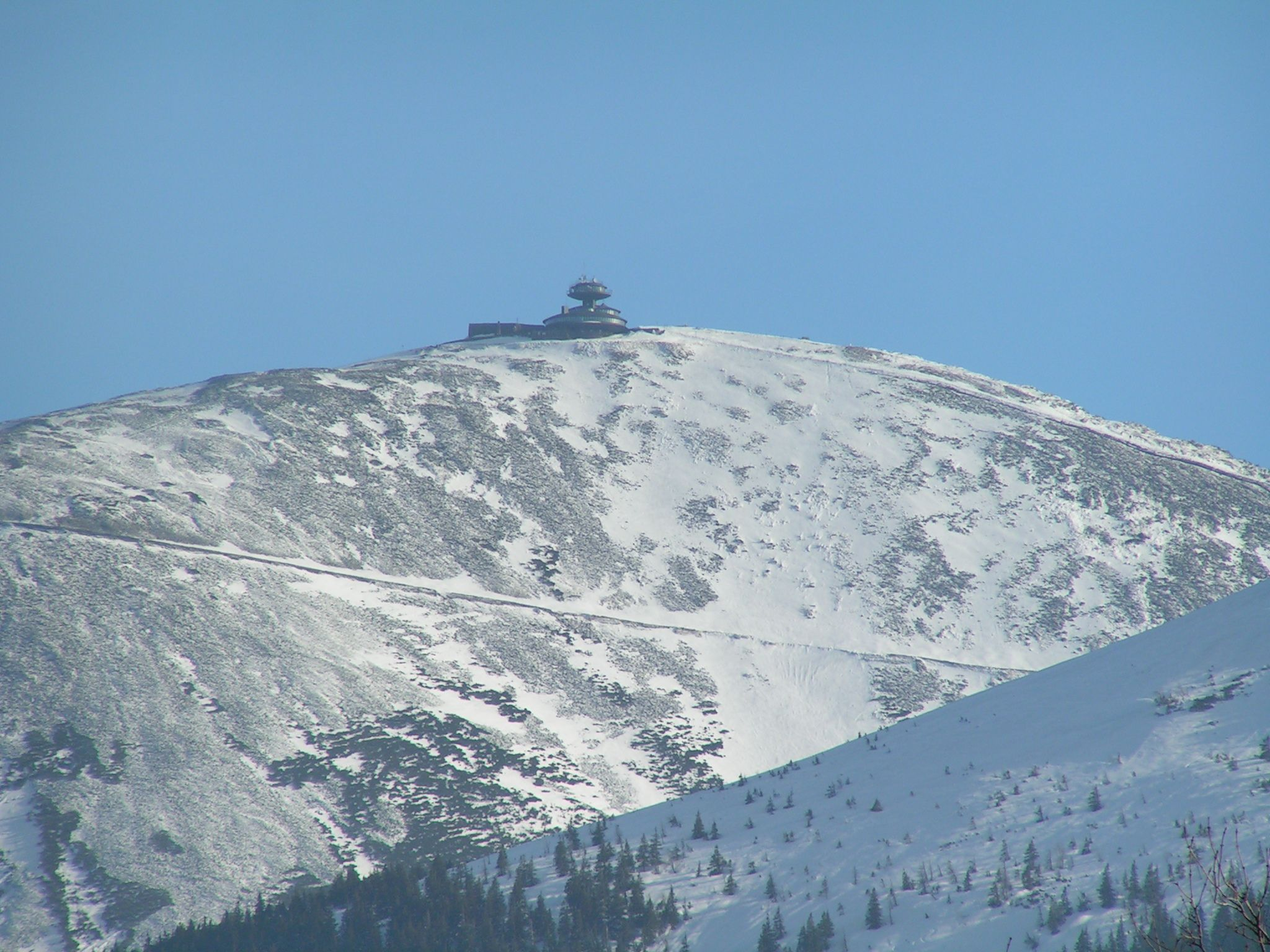
Die Schneekoppe (tschechisch Sněžka, polnisch Śnieżka) ist mit 1602 m der höchste Gipfel auf dem Wanderweg.

## Unterscheidungen
Der Europäische Fernwanderweg E3, quasi Nachfolger des ehemaligen Kammwegs, führt hier nicht entlang, sondern umgeht das Riesengebirge nördlich und führt durch das Hirschberger Tal.
Der Weg sollte auch nicht verwechselt werden mit dem ähnlich benannten Internationalen Bergwanderweg der Freundschaft Eisenach–Budapest, der ebenfalls nicht über den Kamm des Riesengebirges verläuft.